# Robin Gibb
Pour les articles homonymes, voir Gibb.
Robin Gibb, né le 22 décembre 1949 à Douglas dans l'île de Man (Grande-Bretagne) et mort le 20 mai 2012 à Londres (Angleterre), est un auteur-compositeur-interprète et producteur de disques anglais, membre des Bee Gees  avec son jumeau Maurice et son frère aîné Barry.

## Biographie

### Enfance
Fils de Barbara Pass et de Hugh Gibb, et né à Douglas sur l'île de Man, Robin Gibb est le frère jumeau de Maurice Gibb, et le plus âgé des deux, né 35 minutes avant Maurice. Troisième des cinq enfants, Robin avait une grande sœur, Lesley Evans (née en 1945) et trois frères : Barry (né en 1946), son jumeau Maurice (1949–2003) et Andrew (1958–1988). La mère de Gibb, Barbara, est née à Worsley, Salford. Dans les années 1950, la famille retourne vivre à Manchester, Angleterre. La famille a vécu à Keppel Road, Chorlton-cum-Hardy, et c'est à cet endroit que les jeunes frères Gibb ont chanté pour la toute première fois. À la fin de l'année 1958, la famille déménage à Brisbane, en Australie, et emménage dans l'un des quartiers les plus défavorisés de la métropole, Cribb Island.
Robin Gibb est évoqué dans un documentaire de la chaîne de télévision britannique BBC intitulée Who Do You Think You Are? diffusé pour la première fois le 21 septembre 2011. Cette série a révélé que l'arrière grand-père de Gibb était né dans la pauvreté à Paisley et allait devenir un soldat médaillé, et que son arrière grand-mère était sage-femme.
Robin soutenait le Parti travailliste britannique, et était un ami personnel de Tony Blair. Il se voulait également abstème et partisan du véganisme.

### Carrière

#### Avec les Bee Gees
Robin chante avec deux de ses frères et d'autres musiciens sous différents noms avant la naissance du groupe des Bee Gees qui deviendra un groupe mondialement connu. C'est en Australie que débute la carrière musicale des frères Gibb, qui ont quelques succès avant de revenir en Angleterre en 1967.

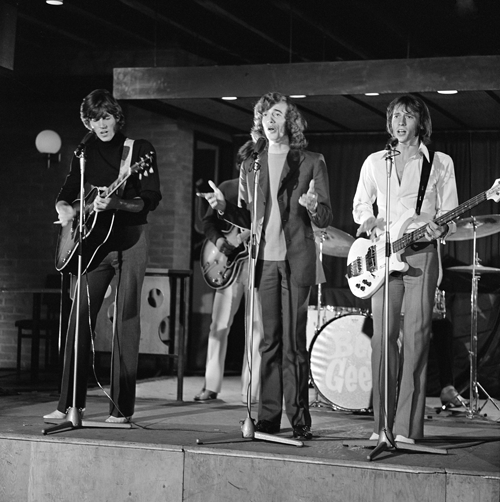
Les Bee Gees à la télévision hollandaise en 1968.

Au début de la jeune carrière du groupe en 1963,  Robin et Maurice accompagnent Barry.  Barry chantant les parties solo et la voix principale. Mais à partir de 1965, Robin chante sur plusieurs morceaux sortis dans les deux albums australiens du groupe, tels que I Don't Think It's Funny, I am the world, Glass house, Monday's rain. La voix unique de Robin avec son vibrato aérien signe la marque des Bee Gees. Sa voix cristalline vient s'ajouter aux harmonies magiques du trio. À partir de 1967, Robin grave les premiers tubes de légende des Bee Gees avec Holidays, I can see Nobody, Massachusetts et I started a joke. Le son des Bee Gees se démarque des autres groupes. Il devient avec Barry les leaders du groupe. Cela créera une certaine rivalité entre Robin et Barry, au point que Robin quittera le groupe sur un désaccord pour le choix du single Lamplight ou First of May pour la sortie de l'album Odessa en février 1969. 
Il entamera une carrière solo à l'automne 1969. Il sort son premier succès Saved by the bell qui grimpe à la deuxième place du hit parade britannique en septembre 1969. Mais ils se réconcilient peu de temps après, et se rendent compte que pour avoir du succès, ils doivent rester tous les trois ensemble. Donc en 1970, Robin revient. « Si nous n'avions pas été frères, nous ne nous serions jamais retrouvés » dira-t-il. Ils ne se sépareront plus après cela. Jusqu'à la mort de Maurice en 2003.
Les Bee Gees ont connu, à la fin des années 1970, l'apogée de leur gloire grâce à l'album Saturday Night Fever, bande originale du film homonyme. Le groupe a vendu au total plus de 200 millions d'albums dans le monde.

#### En solo
Par ailleurs, Robin mena en parallèle de sa carrière avec les Bee Gees une carrière solo au début des années 1980. Il publie un nouvel album pop How old are you ? qu'il a produit avec Maurice en 1983. Cet album lui apporte trois succès en Europe : Juliet, How old are you ? et Lonely night in New York. Robin Gibb cartonne en Allemagne, son single Juliet est numéro 1. Il poursuit l'année 1984 avec un nouvel album pop-dance-electro Secret Agent. Son single Boys do fall in love est un nouveau succès en Europe et aux États-Unis. En 1985, il produit son dernier album solo Wall have eyes avec Barry et Maurice. Le single Like a Fool n'aura pas de succès. Pourtant, cette ballade est aujourd'hui très appréciée des fans argentins et brésiliens. 
Après la mort de Maurice en 2003, Robin a sorti un nouvel album pop Magnet la même année. Le single Please a eu un certain succès en Europe. En 2004, Robin Gibb entame sa tournée européenne. Il continue de promouvoir la musique des Bee Gees. En 2006, il sort un album de noël : My favorite Christmas Carols.
Mais en 2007, Robin annule plusieurs concerts, son état de santé s'aggrave. Sachant que ses jours sont comptés, il compose et produit avec son fils Robin Junior en 2010, une œuvre musicale pour les 100 ans du Titanic, The requiem Titanic avec le Royal Philharmonic Orchestra. La chanson Don't cry alone pour la promotion de l'album commémoratif est le dernier single de Robin Gibb.
Entre-temps, Robin a donné de nombreux concerts de charité. Ainsi son tout dernier eut lieu en février 2012 au London Palladium au profit de personnes handicapées.
En 2014, un album posthume, 50 St. Catherine's Drive, sort avec les dernières productions de Robin Gibb.

### Problèmes de santé et mort

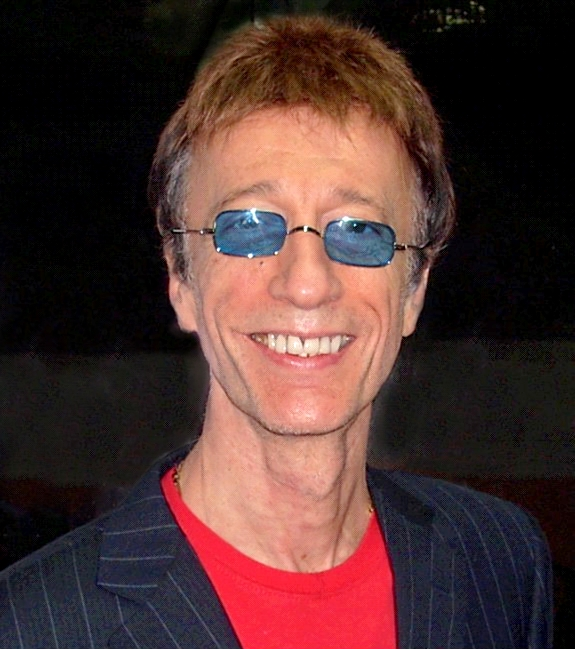
Robin Gibb à Dubaï, 2008.

Robin Gibb est contraint d'annuler un certain nombre de concerts, parfois quelques minutes avant la représentation, comme à Paris en octobre 2010, en raison de douleurs abdominales qui commençaient à le faire souffrir.
 
En 2010, un cancer du côlon et en 2011 un cancer du foie lui sont diagnostiqués. Il subit deux opérations chirurgicales en deux mois. Dans un premier temps, Robin semble en rémission. Le 14 avril 2012, il est admis dans un hôpital britannique, il sombre dans le coma le 16 avril à la suite d'une pneumonie. Il semble en être sorti le 21 avril, mais le cancer s'est étendu. Le 10 avril, il aurait dû assister à la première du concert Titanic Requiem.
Le 20 mai 2012, Robin Gibb meurt d'un cancer à l'âge de 62 ans. 
Pour son enterrement, sa famille, et notamment son épouse Dwina Gibb, recommande de ne pas envoyer de fleurs mais préconise des dons à l'hôpital Rebecca House de Douglas qu'il a inauguré en 2008.
Il est inhumé au cimetière Sainte Mary de Thame (Grande-Bretagne).

## Chansons de Robin Gibb
Robin a gravé le son des Bee Gees dès les années 1960. C'est à cette période que l'on trouve les plus belles chansons pop-baroque, soul, de Robin.

### 1965-1969
- I am the world
- Glass house
- Monday's rain
- Out of time (M. Jagger)
- Jingle jangle
- I can see Nobody
- Craise Finton Kirk Royal Academy of Arts
- Thank you for Christmas
- And the sun will shine
- Massachusetts
- I started a Joke
- Odessa
- Lamplight
- Saved by the bell
- Lord Bless all

### 1970-2012
- Come on over
- Love me
- Oh darlin'
- Juliet
- Lonely night in New York
- Boys do fall in love
- Robot
- Like a fool
- Longest night
- Heart like mine
- I will
- Deja vu
- Sensuality

## Discographie

### Albums
| Année | Titre                         | Royaume-Uni | Allemagne | États-Unis | Suisse | Canada | Nouvelle-Zélande | Italie |
| ----- | ----------------------------- | ----------- | --------- | ---------- | ------ | ------ | ---------------- | ------ |
| 1970  | Robin's Reign                 | –           | #19       | –          | –      | #77    | –                | –      |
| 1983  | How Old Are You?              | –           | #6        | –          | #26    | –      | #22              | #13    |
| 1984  | Secret Agent                  | –           | #31       | #97        | #20    | –      | –                | –      |
| 1985  | Walls Have Eyes               | –           | –         | –          | –      | –      | –                | –      |
| 2002  | Magnet                        | #43         | #10       | –          | –      | –      | –                | –      |
| 2006  | My Favourite Christmas Carols | –           | –         | –          | –      | –      | –                | –      |
| 2014  | 50 St. Catherine's Drive      | –           | –         | –          | –      | –      | –                | –      |

### Compilations
| Année | Titre                                                          | Royaume-Uni | Allemagne | États-Unis | Suisse | Canada | Nouvelle-Zélande | Italie |
| ----- | -------------------------------------------------------------- | ----------- | --------- | ---------- | ------ | ------ | ---------------- | ------ |
| 2015  | Saved By The Bell: The Collected Works of Robin Gibb 1969-1970 | –           | –         | –          | –      | –      | –                | –      |

### Singles
| Année | Titre                                                          | Royaume-Uni | Allemagne | États-Unis | Autriche | Suisse | Afrique du Sud | Nouvelle-Zélande | Italie |
| ----- | -------------------------------------------------------------- | ----------- | --------- | ---------- | -------- | ------ | -------------- | ---------------- | ------ |
| 1969  | Saved By the Bell                                              | 2           | 3         | –          | –        | –      | 1              | 1                | –      |
| 1969  | One Million Years                                              | –           | 14        | –          | –        | 6      | –              | –                | –      |
| 1970  | August, October                                                | 45          | 12        | –          | –        | –      | –              | 11               | –      |
| 1978  | Oh! Darling                                                    | –           | –         | 15         | –        | –      | –              | –                | 5      |
| 1980  | Help Me! (Robin Gibb avec Marcy Levy)                          | –           | –         | 50         | –        | –      | –              | –                | –      |
| 1983  | Juliet                                                         | 94          | 1         | 104        | 2        | 1      | –              | –                | 1      |
| 1983  | How Old Are You?                                               | 92          | 37        | –          | –        | –      | –              | –                | –      |
| 1983  | Another Lonely Night in New York                               | 71          | 16        | –          | –        | 19     | –              | –                | –      |
| 1984  | Boys Do Fall in Love                                           | 70          | 21        | 37         | 36       | –      | 7              | –                | 10     |
| 1984  | Secret Agent                                                   | –           | –         | –          | –        | –      | –              | –                | –      |
| 1985  | In Your Diary                                                  | –           | –         | –          | –        | –      | –              | –                | –      |
| 1985  | Like a Fool                                                    | –           | –         | –          | –        | –      | –              | –                | –      |
| 1986  | Toys                                                           | –           | –         | –          | –        | –      | –              | –                | –      |
| 2002  | Please                                                         | 23          | 51        | –          | –        | –      | –              | 48               | –      |
| 2003  | Don't Wanna Wait Forever                                       | –           | –         | –          | –        | –      | –              | –                | –      |
| 2004  | My Lover's Prayer (Robin Gibb et Alistair Griffin)             | 5           | –         | –          | –        | –      | –              | –                | –      |
| 2005  | First of May (G4 feat. Robin Gibb)                             | –           | –         | –          | –        | –      | –              | –                | –      |
| 2006  | Mother of Love                                                 | –           | –         | –          | –        | –      | –              | –                | –      |
| 2007  | Too Much Heaven (Robin Gibb et US5)                            | –           | 7         | –          | –        | –      | –              | –                | –      |
| 2009  | Islands in the Stream (Comic Relief avec Robin Gibb)           | 1           | –         | –          | –        | –      | –              | –                | –      |
| 2011  | I've Gotta Get a Message to You (The Soldiers avec Robin Gibb) | 75          | –         | –          | –        | –      | –              | –                | –      |
| 2012  | Don't Cry Alone (uniquement en vidéo promotionnelle)           | –           | –         | –          | –        | –      | –              | –                | –      |

## Filmographie
| Année | Titre                                 | Rôle           | Genre           |
| ----- | ------------------------------------- | -------------- | --------------- |
| 1968  | Frankie Howerd Meets the Bee Gees     | Lui-même       | Série télévisée |
| 1978  | Sgt. Pepper's Lonely Hearts Club Band | Dave Henderson | Film            |